# Asarum caucasicum
Asarum caucasicum Franch. – gatunek rośliny z rodziny kokornakowatych (Aristolochiaceae Juss.). Występuje naturalnie Kaukazie. 

## Morfologia
PokrójBylina tworząca kłącza.
LiścieMają niemal okrągły kształt. Mierzą 4–8 cm długości oraz 5–12 cm szerokości. Są skórzaste, błyszczące, nagie (z kępkami włosków przy nerwie głównym). Mają zieloną barwę, jesienią więdną. Blaszka liściowa jest całobrzega, o sercowatej nasadzie i ostrym wierzchołku. Ogonek liściowy jest nagi i dorasta do 5–12 cm długości.
KwiatySą pojedyncze. Okwiat ma brązowo zielonkawą barwę. Listki okwiatu mają owalnie trójkątny kształt i mierzą 7–9 mm długości.

## Biologia i ekologia
Rośnie w świeżych lasach liściastych oraz łęgach. Jest rośliną lekko trującą.